# Manduca sexta
Manduca sexta е вид средноголямо насекомо от семейство Sphingidae.

## Разпространение
Тази пеперуда е разпространена в по-голямата част от Америка.

## Хранене
Подобно на близкородствения вид Manduca quinquemaculata, гъсениците на този вид се хранят с листата на растения от семейство Картофови, което ги прави сериозен вредител за земеделски култури, като тютюна и картофите.